# حقيبة

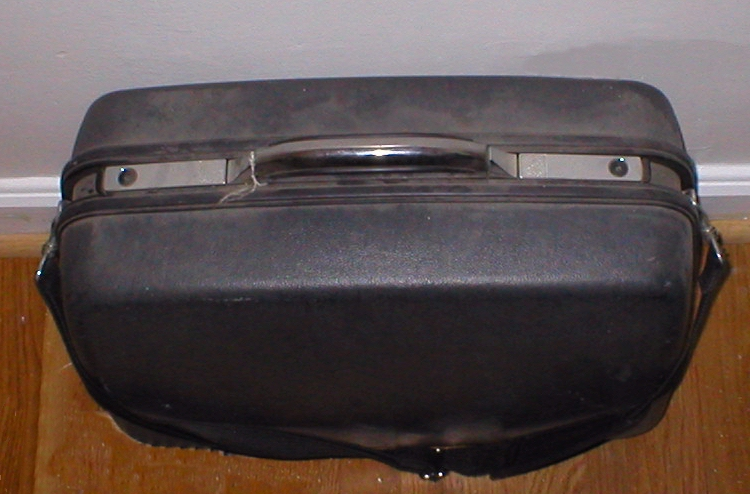
حقيبة سفر.

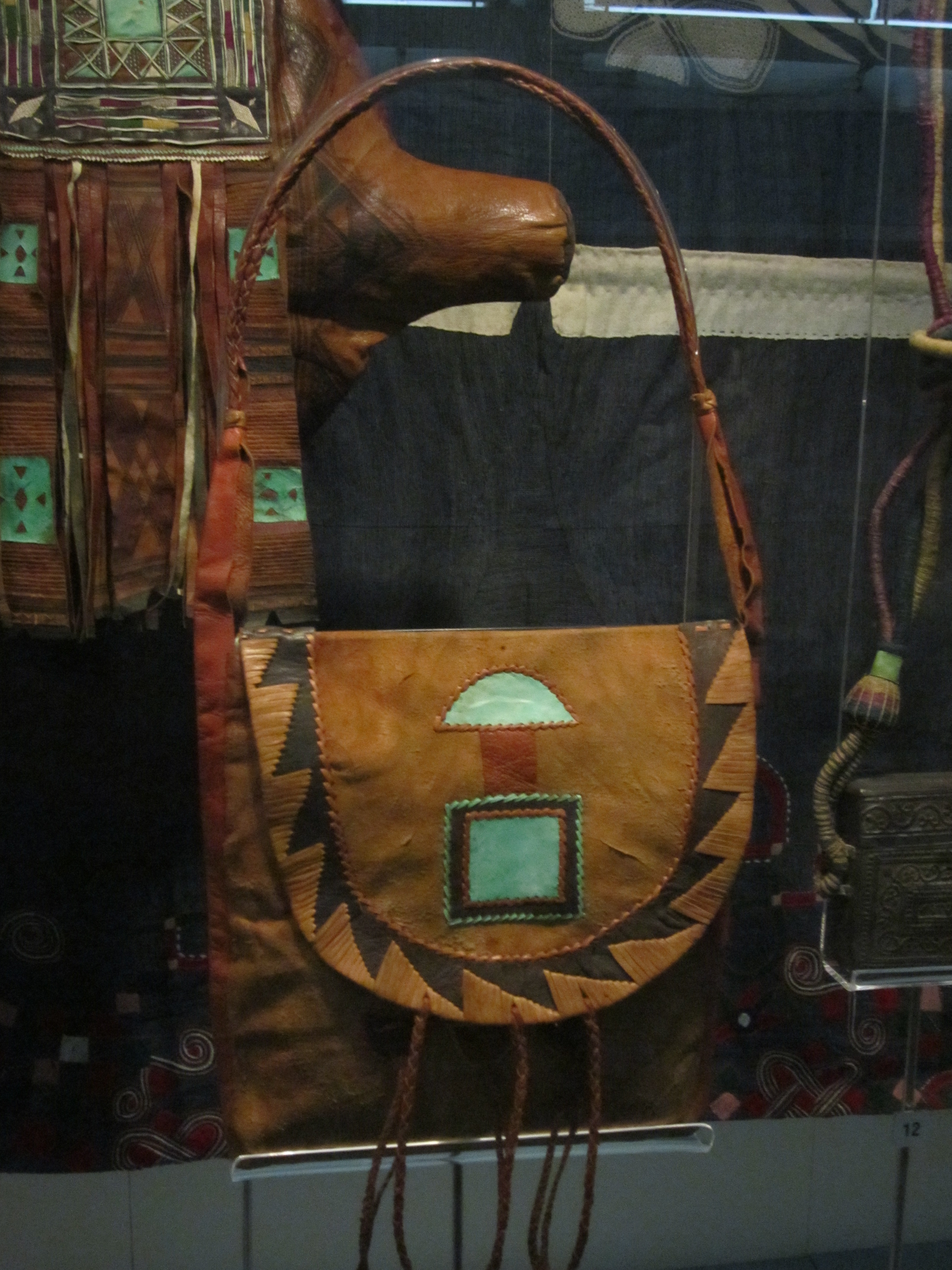
حقيبة تقليدية لحمل القرآن - هوساوة شمال نيجيريا.

الحَقِيْبَة (الجمع: حَقَائِب) أو العَيْبة هي حاوية تستعمل من أجل وضع أغراض وحاجيات فيها ويمكن أن تكون حقائب نسائية أو حقائب سفر أو حقائب ظهرية حيث الحقائب النسائية تحملها النساء من أجل الزينة أولاً ومن أجل وضع الأغراض التجميلية وأغراض ضرورية ثانياً وتمسك باليد أو توضع على الكتف، وحقائب السفر تستخدم لوضع الملابس فيها من أجل السفر أو من أجل نقل الألبسة من مكان لأخر أما الحقائب الظهرية توضع على الظهر وهي تستخدم من قبل الذكور والإناث وتوضع فيها أيضاً حاجات ضرورية أو كتب مدرسية للطلاب. وتختلف ألوانها وأشكالها وأحجامها.

## اقرأ أيضاً
- حقيبة سفر
- حقيبة ظهر